# Semih Uçar
Semih Uçar (* 26. November 1998 in Minden, Deutschland) ist ein türkischer Fußballspieler.

## Karriere
Der defensive Mittelfeldspieler Semih Uçar begann seine Karriere beim FC Preußen Espelkamp und wechselte im Jahre 2013 in die Jugendabteilung von Arminia Bielefeld. Dort absolvierte er zwischen 2013 und 2015 insgesamt 32 Spiele in der B-Junioren-Bundesliga, in denen er ein Tor erzielte. Anschließend rückte Uçar in die A-Jugend auf, mit der er 2016 Westfalenmeister wurde und in die A-Junioren-Bundesliga aufstieg. In der darauffolgenden Saison 2016/17 absolvierte er 23 Bundesligaspiele und erzielte zwei Treffer. Schon als A-Jugendlicher debütierte Uçar in der zweiten Mannschaft der Arminia in der Oberliga Westfalen.
In der Saison 2017/18 gehörte Uçar zum Kader von Arminia Bielefelds Reservemannschaft und erzielte in 26 Oberligaspielen ein Tor. Im April 2018 unterzeichnete Uçar einen Profivertrag mit einer Laufzeit von zwei Jahren und rückte nach der Auflösung der zweiten Mannschaft in den Kader der Profimannschaft auf. Dort kam Uçar allerdings nicht zu Einsätzen in der 2. Bundesliga. Im August 2019 wechselte Semih Uçar zum türkischen Zweitligisten Adanaspor und gab am 18. August 2019 bei der 0:1-Niederlage seiner Mannschaft bei Akhisarspor sein Profidebüt.
Nach nur einem Jahr bei Adanaspor kehrte Uçar zu seinem Heimatverein FC Preußen Espelkamp zurück, der gerade in die Westfalenliga aufgestiegen war.

## Erfolge
- Westfalenmeister der A-Junioren: 2016